# Silvia Balistreri
Silvia Balistreri (* 1974 in Palermo) ist eine sizilianische Künstlerin, Opera-, Pop-, Soul-, R&B-, Funk-, Disco- und Symphonic-Metal-Sängerin, Tänzerin, Songwriterin, Musikproduzentin sowie Musikmanagerin.

## Leben
Als Tochter des Malers Girolamo Balistreri wuchs sie in Aspra, einem Ortsteil von Bagheria, auf und lernte in ihrer Kindheit Sizilien kennen. Schon als Kind fühlte sie sich zur Musik hingezogen und nahm in jungen Jahren an verschiedenen Gesangsshows teil.
Im Alter von 14 Jahren trat sie mit Franco Franchi in einer Show eines traditionellen Festivals in Aspra (Bagheria) mit Liedern von Dionne Warwick, Anita Baker und Barbra Streisand auf.
Im November 1992 war sie unter den acht Finalisten bei " Sanremo Famosi ".
1994, mit dem Sicilian Jazz Orchestra, nahm sie an der Show teil, die anlässlich der Radsport-Weltmeisterschaft organisiert und in "Eurovision" ausgestrahlt wurde.
1996 lief mit dem Orchester der „Harmonics“ das „Stabat Mater“ von Pergolesi und zusammen mit den Frauenstimmen des Konservatoriums VB „The Holy Women Marie“ Ghedini.
1997 schloss sie ein Studium als Mezzosopran am Konservatorium von Palermo mit Auszeichnung ab.
Ihre Jazzkarriere begann sie bei der Brass Group von Palermo, mit der sie in mehreren Konzerten auftrat.
Im November 1994 führte sie in einer Uraufführung des New Yorkers Pete Rugolo (u. a. Arrangeur von Stan Kenton) im
Teatro Politeama in Palermo als Solosängerin Stücke desselben auf. Das gleiche Konzert wurde im Stadttheater von Marsala und im Palazzo dello Sport in Agrigent wiederholt.
Als Solistin im Sicilian Jazz Orchestra trat sie in zwei anspruchsvollen Konzerten zeitgenössischer Musik im Teatro Massimo von Palermo auf, das erste unter der Regie des amerikanischen Komponisten Michael Torke und das zweite unter der Regie des amerikanischen Komponisten Michael Mantler.
Sie arbeitete mit dem sizilianischen Komponisten Maurizio Bignone zusammen und schrieb den Theateropern-Soundtrack „Salome“ von Oscar Wilde, den er am Theater Flaiano in Rom inszenierte.
Mit einem Streich- und Schlagzeugquartett veranstaltete er im Auftrag des Teatro Massimo in der Kirche Santa Maria dello Spasimo ein Konzert „ethnischer Musik“ .
Im Sommer 1999 nahm sie am Opernwettbewerb "L'Ode Serenade" der argentinischen Sängerin Elisabeth Morales in den Thermen in Sciacca teil und belegte den zweiten Platz.

## Diskographie
- Non mi Arrendo (2020, Nettuno Records)[3]
- Pray and no Swear (2021, Nettuno Records)[4]
- We Are Alive (2022, Nettuno Records)[5]